# Yūki Nakayama (Fußballspieler)
Yūki Nakayama (japanisch 中山 雄希 Nakayama Yūki; * 16. Oktober 1994 in der Präfektur Saitama) ist ein japanischer Fußballspieler.

## Karriere
Nakayama erlernte das Fußballspielen in der Jugendmannschaft von Omiya Ardija und der Universitätsmannschaft der Waseda-Universität. Seinen ersten Vertrag unterschrieb er 2017 beim Yokohama FC. Der Verein aus Yokohama spielte in der zweiten japanischen Liga, der J2 League. Im August 2018 wurde er bis Saisonende an den Drittligisten Kagoshima United FC ausgeliehen. Für Kagoshima absolvierte er elf Drittligaspiele. Nach Vertragsende in Yokohama wechselte er im Februar 2019 nach Numazu zum Drittligisten Azul Claro Numazu. Für Numazu stand er 35-mal in der dritten Liga auf dem Spielfeld. Im Januar 2021 unterschrieb er einen Vertrag beim Zweitligaaufsteiger SC Sagamihara. Mit dem Verein aus Sagamihara belegte man am Saisonende 2021 den 19. Tabellenplatz und stieg wieder in die dritte Liga ab. Im Januar 2022 unterschrieb er einen Vertrag beim ebenfalls aus der zweiten Liga abgestiegenen Giravanz Kitakyūshū.